# Odlum Brown Vanopen 2013
Die Odlum Brown Vanopen 2013 waren ein Tennisturnier der ATP Challenger Tour 2013 für Herren und ein Tennisturnier des ITF Women’s Circuit 2013 für Damen in Vancouver. Sie fanden gleichzeitig vom 28. Juli bis 4. August 2013 statt.